# Toleman TG184
La Toleman TG184 è una monoposto di Formula 1 realizzata dal team britannico Toleman per sostituire la predecessore Toleman TG183B che aveva corso le prime quattro gare della stagione 1984.

## Tecnica
Progettata da Rory Byrne e Pat Symonds, l'auto era dotata di un telaio monoscocca in fibra di carbonio sostanzialmente uguale a quello della TG183B. Le sospensioni, in configurazione pull-rod, erano dotate di ammortizzatori con molle elicoidali in entrambe le sezioni, mentre il propulsore equipaggiato era un Hart 415T gestito da un cambio Hewland a cinque marce manuale. Assai riviste rispetto alla vettura precedente erano l'aerodinamica anteriore e la configurazione aerodinamica, con i radiatori non più nella parte anteriore della vettura ma nelle fiancate.

## Attività sportiva
Nel 1984, la Toleman sostituì entrambi i piloti, ingaggiando l'ex campione mondiale di motociclismo Johnny Cecotto e l'esordiente Ayrton Senna.
La vettura esordì al Gran Premio di Francia 1984, sostituendo la Toleman TG183B che corse le prime quattro gare della stagione (Brasile, SudAfrica, Belgio e San Marino). Nonostante un motore ad elevati consumi e potenza limitata, Senna riuscì a compiere un'impresa a Monaco: partito 13º, il pilota brasiliano riuscì a portarsi in seconda posizione grazie anche alla copiosa pioggia che aveva caratterizzato la gara, andando addirittura a insidiare la testa della corsa occupata da Alain Prost. Ma al 31º giro il direttore di gara Jacky Ickx decise di interruppere la gara assegnando la metà del punteggio previsto in quanto non furono compiuti i tre quarti della gara. A questa decisione seguirono alcuni strascichi polemici dato che Ickx, all'epoca pilota Porsche nel Mondiale Endurance, fu accusato di aver favorito Prost in quanto era pilota della McLaren motorizzata proprio dal motorista tedesco. 
Altre prestazioni di rilievo furono i due terzi posti (sempre conseguiti da Senna) a Brands Hatch e ad Estoril. Unico evento negativo della stagione per la Toleman fu il grave infortunio alle gambe subito da Cecotto a Brands Hatch. Al posto del pilota venezuelano corse Stefan Johansson. Invece Pierluigi Martini sostituì Senna in occasione del solo Gran Premio d'Italia (mancando la qualificazione) dopo che la Lotus annunciò l'ingaggio del pilota brasiliano per il 1985. 
A fine campionato la Toleman si classificò 7º in campionato con 16 punti.

## Risultati F1
| Anno | Team    | Motore    | Gomme              | Piloti    |  |  |  |  |     |     |   |     |     |    |     |     |     |    |     |    | Punti | Pos. |
| ---- | ------- | --------- | ------------------ | --------- |  |  |  |  | --- | --- | - | --- | --- | -- | --- | --- | --- | -- | --- | -- | ----- | ---- |
| 1984 | Toleman | Hart 415T | Pirelli e Michelin | Cecotto   |  |  |  |  | Rit | Rit | 9 | Rit | Rit | SP |     |     |     |    |     |    | 16    | 7º   |
| 1984 | Toleman | Hart 415T | Pirelli e Michelin | Senna     |  |  |  |  | Rit | 2   | 7 | Rit | Rit | 3  | Rit | Rit | Rit |    | Rit | 3  | 16    | 7º   |
| 1984 | Toleman | Hart 415T | Pirelli e Michelin | Johansson |  |  |  |  |     |     |   |     |     |    |     |     |     | 4  | Rit | 11 | 16    | 7º   |
| 1984 | Toleman | Hart 415T | Pirelli e Michelin | Martini   |  |  |  |  |     |     |   |     |     |    |     |     |     | NQ |     |    | 16    | 7º   |